# John Reeves Ellerman, 2. Baronet
John Reeves Ellerman, 2. Baronet (* 21. September 1909; † 1973) war ein englischer Reeder und Philanthrop.

## Leben und Tätigkeit
Ellerman war der einzige Sohn des Reeders und Investors Sir John Ellerman. Seine Schwester war die Schriftstellerin Annie Winifred Ellerman.
Er wurde am Malvern College erzogen und trat anschließend in die Reederei seines Vaters ein. Nach dem Tod seines Vaters wurde dessen Vermögen auf 36,685 Millionen Pfund geschätzt, von denen Ellerman rund 20 Millionen erbte, womit er zu einem der reichsten Männer des Vereinigten Königreiches wurde. In der Presse wurde er sogar häufig als reichster Mann des Landes bezeichnet.
Neben seiner Tätigkeit als Chef der Ellerman Lines widmete sich Ellerman der Biologie, wobei sein Hauptinteresse der Erforschung der Nagetiere galt, über die er eine Abhandlung verfasste.
Auf philanthropischem Gebiet unterstützte Ellerman jüdische Flüchtlinge aus dem nationalsozialistischen Deutschland, worauf in der NS-Presse (inkorrekter Weise) behauptet wurde, dass er selbst jüdischer Abstammung sei. Zudem wurde er von den nationalsozialistischen Polizeiorganen im Frühjahr 1940 auf die Sonderfahndungsliste G.B. gesetzt, ein vom Reichssicherheitshauptamt erstelltes Verzeichnis von Personen, die im Falle einer erfolgreichen deutschen Invasion Großbritanniens durch die Sonderkommandos der SS-Einsatzgruppen mit besonderer Priorität ausfindig gemacht und verhaftet werden sollten.
Ellerman, der für seine persönliche Zurückgezogenheit und Öffentlichkeitsscheue bekannt war, starb 1973 an einem Herzschlag. Er hinterließ ein Vermögen von 52 Millionen Pfund. Ein Großteil dieses Geldes hatte er in den Trusts The Moorgate Fund und The New Moorgate Fund untergebracht, die 1992 zur John Ellerman Foundation zusammengefasst wurden.

## Familie
Ellerman war verheiratet mit der Kanadierin Esthe de Sola. Da er keine Kinder hatte endete die Baronetschaft seiner Familie mit ihm.

## Schriften
- Why Do They Like It? (unter dem Pseudonym E.L. Black)
- The Families and Genera of Living Rodents, 2 Bde. 1940/1941.
- Checklist of Palaearctic and Indian Mammals, 1758–1946, 1951.
- Southern African Mammals, 1758-1951. A Reclassification, 1953.